# Théodore Flournoy
Théodore Flournoy (ur. 15 sierpnia 1854 w Genewie, zm. 5 listopada 1920 tamże) – szwajcarski psycholog, profesor psychologii fizjologicznej i eksperymentalnej Uniwersytetu Genewskiego.

## Życiorys
Studiował medycynę i teologię w Genewie i Lipsku, doktorat w 1878 uzyskał w Strasburgu, zajmował się także filozofią nauki i parapsychologią. Nominację na profesora w Katedrze Psychologii Eksperymentalnej otrzymał w 1891 roku. Jako klinicysta badał zjawiska związane z hipnozą. Rezultatem tego był słynne studium Des Indes à la Planète Mars (Z Indii na planetę Mars) o Hélène Smith, znanym medium, której praktyki zdezawuował z charakterystycznym poczuciem humoru). Jako materialista i racjonalista zaproponował dwie zasady naukowego podejścia do badań religijności. Zasada wyłączania transcendencji mówi o konieczności powstrzymania się od założeń na temat istnienia lub nieistnienia niezależnego bytu religijnego. Zasada interpretacji biologicznej postuluje fizjologiczną podstawę psychologii religii: gdzie to możliwe, powinna odwoływać się do organicznych uwarunkowań zjawisk religijnych, wyjaśniać zjawiska religijne jako uwarunkowane wewnętrznie i zewnętrznie. Ponadto Flournoy uważał psychologię religii za naukę porównawczą (poprzez opis różnic indywidualnych) oraz dynamiczną (życie religijne to proces). Flournoy współpracował z takimi badaczami, jak William James (który cytował materiały z jego badań w Doświadczeniach religijnych), Wilhelm Wundt i Frederick Meyers, zaś jego uczniem był Édouard Claparède.